# Volodarka
Volodarka (en ucraniano: Володарка) es un pueblo ucraniano perteneciente al óblast de Kiev. Situado en el centro del país, forma parte del raión de Bila Tserkva y centro del municipio (hromada) de Volodarka.
Aquí tuvo lugar la batalla de Volodarka en mayo de 1920 entre el ejército polaco y el Ejército Rojo.

## Geografía
Volodarka está ubicado en la orilla izquierda del río Ros, 35 km al suroeste de Bila Tserka y 115 km al suroeste de Kiev.

## Historia
En los alrededores de Volodarka hay restos del antiguo Volodarev, mencionado en 1150. Volodarev fue una de las fortalezas incluidas en la línea defensiva de Poros, construida para defender el rus de Kiev de las incursiones de los nómadas esteparios.
El asentamiento fue fundado en 1680. A principios del siglo XIX Volodarka se convierte en un gran asentamiento, al que en 1812 se le otorgó el estatus de ciudad con su propio autogobierno. La región estuvo asociado a una mayor explotación de los campesinos, que sufrían una gran pobreza como consecuencia del excesivo señorío y las exacciones. En mayo de 1905, los trabajadores de Volodarka se declararon en huelga con reivindicaciones de carácter económico. 
Después de la Revolución de febrero de 1917, los campesinos de Volodarshchyna intentaron resolver el problema de la tierra por su cuenta. Sin embargo, sus intentos fueron detenidos por cosacos de la Rada Central. En febrero de 1918, Volodarka fue ocupada por los alemanes. A fines de 1918 y principios de 1919, Volodarka se convierte en el escenario de enfrentamiento entre las tropas bolcheviques y las tropas de la República Popular de Ucrania. En la primavera de 1920, Volodarka fue ocupada por las tropas aliadas de Polonia y la República Popular de Ucrania. Aquí tuvo lugar la batalla de Volodarka en mayo de 1920 entre el ejército polaco y el Ejército Rojo, al mando del mariscal Semyon Budyonny dentro de la guerra polaco-soviética. 
Volodarka fue capital del raión homónimo desde 1923 hasta 2020, cuando su territorio se incluyó en el raión de Bila Tserkva tras la reforma administrativa que redujo el número de raiónes en el óblast de Kiev a siete.
Durante la Segunda Guerra Mundial, Volodarka fue ocupada por la Alemania nazi el 14 de julio de 1941 y liberada por el Ejército Rojo el 1 de enero de 1944. En este tiempo 1.602 residentes del raión fueron deportados a Alemania para trabajos forzados. Durante la guerra, grupos clandestinos y partidistas de diversas orientaciones políticas operaron en el territorio del raión de Volodarka. 
Volodarka recibió el estatus de asentamiento de tipo urbano en 1960. 
Hasta el 18 de julio de 2020, Volodarka era el centro del raión de Volodarka. El raión se abolió en julio de 2020 como parte de la reforma administrativa de Ucrania, que redujo el número de rayones del óblast de Kiev a seis. El área de raión de Volodarka se fusionó con el raión de Bila Tserkva.En 2023, Volodarka perdió el estatus de asentamiento de tipo urbano en la legislación ucraniana debido a la eliminación de este estatus administrativo.

## Demografía
La evolución de la población de Volodarka entre 1891 y 2022 fue la siguiente:
| 3270                                                          | 7522 | 7639 | 7993 | 6297 | 5996 | 5708 |
| (Fuente: Cities & Towns of Ukraine y UKRAINE: Größere Städte) |      |      |      |      |      |      |

Según el censo de 2001, la lengua materna de la mayoría de los habitantes, el 97,73%, es el ucraniano; del 2,16% es el ruso.

## Infraestructura

### Arquitectura, monumentos y lugares de interés
Hay un museo histórico y de historia local en Volodarka, que tiene más de 1.500 exhibiciones que cubren la historia del antiguo raión.
La actual iglesia ortodoxa de Volodarka solía ser una iglesia católica erigida en 1815 y por lo tanto, el edificio conserva las características de una iglesia católica. Sin embargo tiene la casa de baños adosada en la parte superior, de estilo arquitectónico ortodoxo, tiene una apariencia artificial.

### Transporte
La carretera T-1013 pasa por Volodarka pero no hay conexión ferroviaria, la estación de tren más cercana está en Kashperovka (a 23 km).